# Rolf Pasdzierny
Rolf Pasdzierny (* 1944 in Fischelbach) war Theater-Dramaturg am Jungen Theater Göttingen und Stadttheater Hildesheim sowie Generalsekretär beim Arbeitskreis Musik in der Jugend.

## Leben
Nach dem Abitur 1964 am Staatlichen Aufbaugymnasium Laasphe studierte Pasdzierny evangelische Theologie; von 1964 bis 1966 an der Kirchlichen Hochschule Wuppertal, dann an der Universität Göttingen. Von 1968 bis 1971 war Pasdzierny zugleich wissenschaftliche Hilfskraft bei Professor Dörries. 1966 wurde er Mitglied im Göttinger Wingolf, aus dem er noch im Studium wenige Jahre später wieder austrat. Der Studienabschluss erfolgte mit dem Fakultätsexamen im Dezember 1972.
1971 erfolgte parallel zum Studium ein Engagement als Dramaturg an das Junge Theater Göttingen. Dort arbeitete Pasdzierny bis Sommer 1976, zuletzt auch als persönlicher Referent des Theaterleiters Hans-Gunther Klein. Er nahm auch die Tätigkeit im Bereich der Erwachsenenbildung in Zusammenarbeit mit der Volkshochschule Göttingen auf.
Im Sommer 1976 kam das Engagement ans Stadttheater Hildesheim, zunächst als Dramaturg und Leiter der Schul-Kontaktarbeit. Ab 1978 arbeitete er an der Ideenfindung sowie inhaltlichen und organisatorischen Planung und Durchführung der Kinder- und Jugendtheaterarbeit in Hildesheim unter dem Namen „Tummelplatz“. Im Januar 1987 wurde Pasdzierny zum Chefdramaturgen und zugleich Leiter der Öffentlichkeitsarbeit am Hildesheimer Stadttheater ernannt. Seit 1977 war er mit einer kurzen Unterbrechung Betriebsratsvorsitzender am Hildesheimer Theater und dadurch per Amt Mitglied im Aufsichtsrat der Theater-GmbH.
Es folgten Lehraufträge an der wissenschaftlichen Hochschule Hildesheim und der Fachhochschule Hildesheim/Holzminden, Fachbereich Sozialpädagogik sowie Kurstätigkeit bei den Einrichtungen Kreisvolkshochschule und Volkshochschule Hildesheim, Ländliche Erwachsenenbildung Niedersachsen, Internationaler Arbeitskreis Sonnenberg, dem Niedersächsischen Landesinstitut für Lehrerfortbildung.
1991 wechselte Pasdzierny als Generalsekretär zum Arbeitskreis Musik in der Jugend in Wolfenbüttel. Hier war er verantwortlich für die Planung und Durchführung von Kursen für Kinder, Jugendliche, Familien und Multiplikatoren, sowie der internationalen Chorfestivals Eurotreff Wolfenbüttel, Internationale Jugend-Kammerchor-Begegnung Usedom. Anfang der 1990er Jahre verhinderte er zusammen mit der AMJ-Präsidentin Leonore Auerbach die Abschaffung des Internationalen Kinderchorfestivals Halle (Saale). Außerdem hat er beim Aufbau des Deutsch-Polnischen Jugendwerkes mitgearbeitet. Auf Pasdziernys Initiative hin wurde ab 1995–2005 das Projekt „KomponistInnen schreiben für Kinder und Jugendchöre“ beim AMJ durchgeführt.
1991 bis 2003 war Pasdzierny zugleich Geschäftsführer der Arbeitsgemeinschaft Deutscher Chorverbände (ADC). In dieser Zeit war er auch Mitglied des Vorstands der Bundesvereinigung Kulturelle Kinder- und Jugendbildung e.V. (BKJ) und für drei Jahre Mitglied der Kommission „Musik für Kinder“ im Bundespräsidialamt. 2000 wurde Pasdzierny für sein Engagement im Bereich des internationalen musikalischen Jugendaustausches das Verdienstkreuz am Bande des Verdienstordens der Bundesrepublik Deutschland verliehen.
Seit 2003 ist er im Ruhestand und engagiert sich als Lektor und als Referent in der Fortbildung von ehrenamtlich Tätigen in der Braunschweigischen Landeskirche. 2007 wurde er in die Theologische Kammer der Braunschweigischen Landeskirche berufen.